# Élections législatives de 1968 dans les Deux-Sèvres
Les élections législatives françaises de 1968 se déroulent les 23 et 30 juin 1968. Dans le département des Deux-Sèvres, trois députés sont à élire dans le cadre de trois circonscriptions.

## Élus
| Circonscription | Député sortant                          | Parti | Parti | Député élu ou réélu                     | Parti | Parti |
| --------------- | --------------------------------------- | ----- | ----- | --------------------------------------- | ----- | ----- |
| 1re             | Marie-Magdeleine Aymé de La Chevrelière |       | UDR   | Marie-Magdeleine Aymé de La Chevrelière |       | UDR   |
| 2e              | Jacques Fouchier                        |       | CNIP  | Jacques Fouchier                        |       | CD    |
| 3e              | Augustin Bordage                        |       | UDR   | Augustin Bordage                        |       | UDR   |

## Résultats

### Résultats à l'échelle du département
|                | Union pour la défense de la République          | 57 974  | 36,99  | 2 |  |  |  |
|                | Union pour la défense de la République          | 57 974  | 36,99  | 2 |  |  |  |
|                |                                                 |         |        |   |  |  |  |
|                | Section française de l'Internationale ouvrière  | 42 985  | 27,43  | 0 |  |  |  |
|                | Fédération de la gauche démocrate et socialiste | 42 985  | 27,43  | 0 |  |  |  |
|                |                                                 |         |        |   |  |  |  |
|                | Progrès et démocratie moderne (CD)              | 43 516  | 27,77  | 1 |  |  |  |
|                | Parti communiste français                       | 12 237  | 7,81   | 0 |  |  |  |
|                |                                                 |         |        |   |  |  |  |
| Inscrits       | Inscrits                                        | 198 565 | 100,00 | 3 |  |  |  |
| Abstentions    | Abstentions                                     | 38 045  | 19,16  |   |  |  |  |
| Votants        | Votants                                         | 160 520 | 80,84  |   |  |  |  |
| Blancs et nuls | Blancs et nuls                                  | 3 808   | 2,37   |   |  |  |  |
| Exprimés       | Exprimés                                        | 156 712 | 97,63  |   |  |  |  |

### Résultats par circonscription

#### Première circonscription (Niort)
|                    | Marie-Magdeleine Aymé de La Chevrelière sortante réélue | UDR (URP)      | 30 077 | 50,72  |  |  |  |
|                    | Émile Bèche                                             | FGDS (SFIO)    | 23 513 | 39,65  |  |  |  |
|                    | Guy Vincent                                             | PCF            | 5 711  | 9,63   |  |  |  |
|                    |                                                         |                |        |        |  |  |  |
| Inscrits           | Inscrits                                                | Inscrits       | 77 494 | 100,00 |  |  |  |
| Abstentions        | Abstentions                                             | Abstentions    | 16 834 | 21,72  |  |  |  |
| Votants            | Votants                                                 | Votants        | 60 660 | 78,28  |  |  |  |
| Blancs et nuls     | Blancs et nuls                                          | Blancs et nuls | 1 359  | 2,24   |  |  |  |
| Exprimés           | Exprimés                                                | Exprimés       | 59 301 | 97,76  |  |  |  |
| Source : Data.gouv |                                                         |                |        |        |  |  |  |

#### Deuxième circonscription (Parthenay)
|                    | Jacques Fouchier sortant réélu | CD (PDM)       | 35 964 | 70,27  |  |  |  |
|                    | Louis Talineau                 | FGDS (SFIO)    | 11 257 | 22,00  |  |  |  |
|                    | Michel Le Goff                 | PCF            | 3 956  | 7,73   |  |  |  |
|                    |                                |                |        |        |  |  |  |
| Inscrits           | Inscrits                       | Inscrits       | 65 239 | 100,00 |  |  |  |
| Abstentions        | Abstentions                    | Abstentions    | 12 641 | 19,38  |  |  |  |
| Votants            | Votants                        | Votants        | 52 598 | 80,62  |  |  |  |
| Blancs et nuls     | Blancs et nuls                 | Blancs et nuls | 1 421  | 2,7    |  |  |  |
| Exprimés           | Exprimés                       | Exprimés       | 51 177 | 97,3   |  |  |  |
| Source : Data.gouv |                                |                |        |        |  |  |  |

#### Troisième circonscription (Thouars - Bressuire)
|                    | Augustin Bordage sortant réélu | UDR (URP)      | 27 897 | 60,34  |  |  |  |
|                    | Raymond Vouhé                  | FGDS (SFIO)    | 8 215  | 17,77  |  |  |  |
|                    | Roger Bacle                    | CD (PDM)       | 7 552  | 16,33  |  |  |  |
|                    | Albert Milon                   | PCF            | 2 570  | 5,56   |  |  |  |
|                    |                                |                |        |        |  |  |  |
| Inscrits           | Inscrits                       | Inscrits       | 55 832 | 100,00 |  |  |  |
| Abstentions        | Abstentions                    | Abstentions    | 8 570  | 15,35  |  |  |  |
| Votants            | Votants                        | Votants        | 47 262 | 84,65  |  |  |  |
| Blancs et nuls     | Blancs et nuls                 | Blancs et nuls | 1 028  | 2,18   |  |  |  |
| Exprimés           | Exprimés                       | Exprimés       | 46 234 | 97,82  |  |  |  |
| Source : Data.gouv |                                |                |        |        |  |  |  |